# Scytalopus schulenbergi
Scytalopus schulenbergi là một loài chim trong họ Rhinocryptidae.